# Markbach und Jagdhäuser Wald
Das Naturschutzgebiet Markbach und Jagdhäuser Wald liegt auf dem Gebiet des Stadtkreises Baden-Baden und der Gemeinde Sinzheim im Landkreis Rastatt in Baden-Württemberg.
Das Gebiet, das zum Naturraum Nördlicher Talschwarzwald / Ortenau-Bühler Vorberge gehört, erstreckt sich zwischen Sinzheim im Westen und Baden-Baden im Osten. Nördlich verläuft die B 500 und fließt die Oos, westlich verläuft die B 3.

## Bedeutung
Für den Stadtkreis Baden-Baden und für Sinzheim ist seit dem 25. Juli 1994 ein 180,9 ha großes Gebiet unter der Kenn-Nummer 2.182 als Naturschutzgebiet ausgewiesen. Es handelt sich um einen naturbelassenen Bach – den Markbach – mit charakteristischen Lebensräumen:
- naturnahe Ufergehölze und Feuchtwiesen
- traditionelle, für die Vorbergzone typische, kleinparzellierte Nutzungsformen wie Streuobst- und Weinbau
- an die mosaikartig verzahnten Lebensräume angepasste Tier- und Pflanzengesellschaften
- einzigartige Erosionsmulden im Jagdhäuser Wald, naturnahe Waldgesellschaften mit charakteristischer Vegetation
- Hainsimsen-Buchen-Wald, Steinmieren-Traubeneichen-Hainbuchen-Wald und Erlen-Eschen-Wald